# Ingamoder Emundsdotter

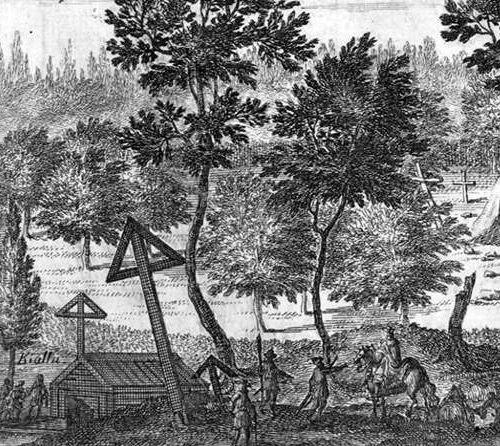
Ingemina studně a svatý háj v roce 1705, Suecia Antiqua et Hodierna

Ingamoder Emundsdotter je švédské jméno utvořené v moderní době pro dceru krále Emunda Gammala, která se provdala za krále Stenkila Švédského a jejíž křestní jméno neznáme. Ingamoder se dá přeložil jako „Matka Ingeho“ (myšlen je tím Inge I.), Emundsdotter jako „Emundova dcera“.
Ingemo, u které není jisté, zda jde o stejnou osobu jako Ingamoder, byla místní švédská svatá ve Västergötlandu, uctívaná u Ingeminy studně poblíž Skövde, která mohla být svatým místem už v  pohanských časech. Církví nikdy nebyla uznaná jako oficiální svatá. Moderní genealogické spekulace ji považují za dceru krále Emunda, která byla provdaná za Stenkila a jejíž jméno dokumenty neuvádějí.

## Biografie
Tato žena se narodila kolem roku 1025 králi Edmundovi. Vzala si Stenkila, který později zdědil titul jejího otce. Podle několika více či méně spolehlivých zdrojů měl král Stenkil čtyři syny, z nichž první dva lze považovat za historicky známé:
- Inge I. Švédský (známý také jako Inge starší), král švédský
- Halsten Stenkilsson, král švédský
- Sweyn Stenkilsson
- Erik